# Navalsaz
Navalsaz es una pequeña localidad situada en La Rioja, España. Se encuentra en la ladera de un barranco de la orilla derecha del río Cidacos. Su población es de no más de 4 habitantes en invierno, y más de 100 en verano. Pertenece al municipio de Enciso. Anteriormente estuvo integrado en el de Poyales.
Es conocido por encontrarse en la Ruta de los Dinosaurios que comienza en Herce.
La fauna típica del lugar se basa en ciervos , corzos , jabalíes , roedores como; conejos, ratones de campo, ratas, ... y algunas aves como codornices y golondrinas.
Una zona importante del pueblo es El Calvario, donde se sitúan Los Pajares, con bonitas y armoniosas construcciones.
Antiguamente, la economía de la localidad estaba basada en el ganado ovino, pero hoy en día es el turismo el más importante eje de la economía en Navalsaz.

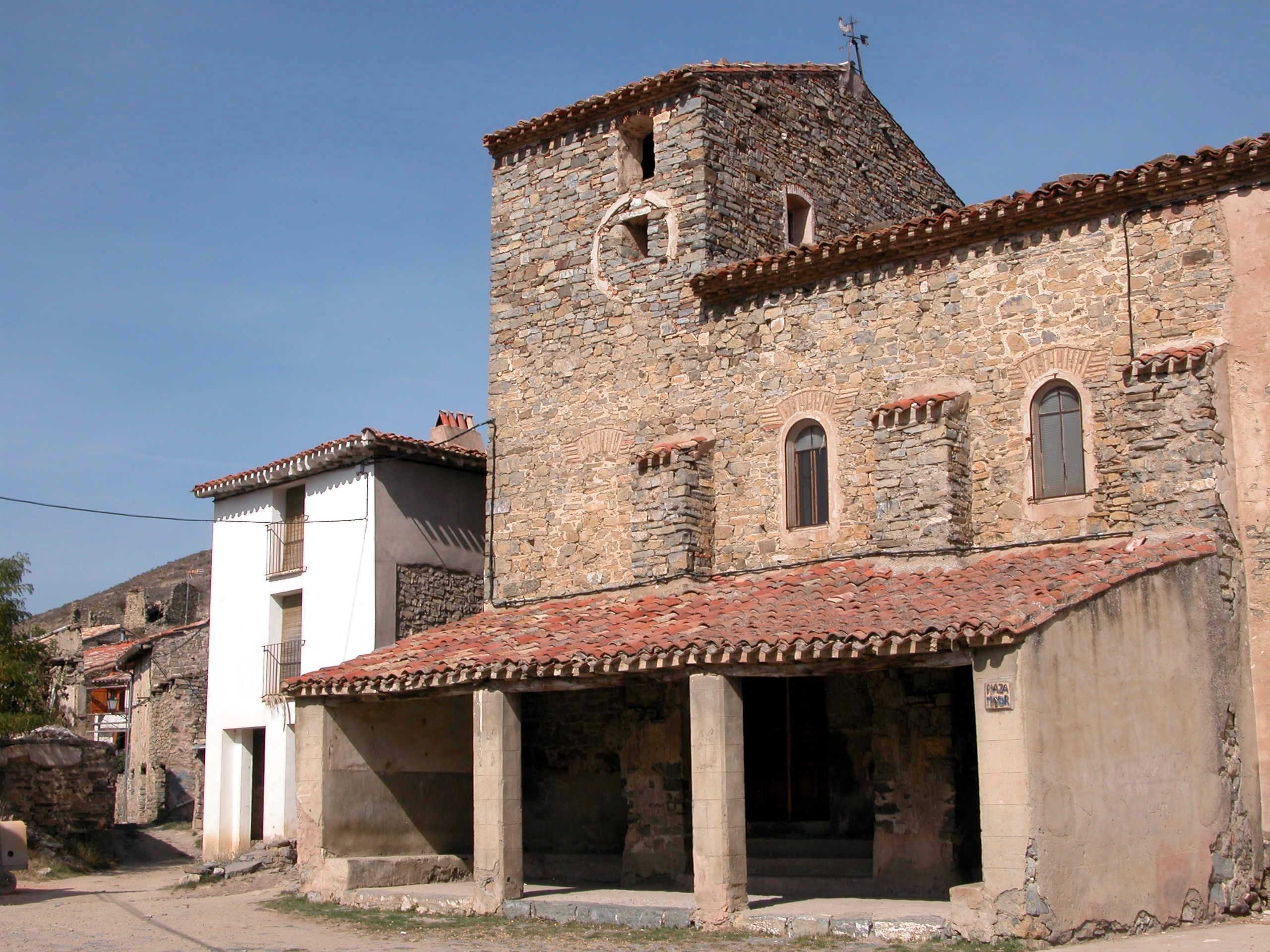
Ermita de Navalsaz

## Demografía
En el censo de la población de Castilla del siglo XVI aparece Navalsaz con 80 vecinos y 400 almas. Según el Diccionario Geográfico de Barcelona de 1830, Nava el Saz tenía 55 vecinos y 280 almas. 
Navalsaz contaba a 1 de enero de 2010 con una población de 3 habitantes, 2 hombres y 1 mujer. En verano esta cifra incrementa notablemente con los lugareños que emigraron a las ciudades cercanas, el turismo rural característico y la llegada de personas que tienen casa aquí.
| Gráfica de evolución demográfica de Navalsaz entre 2000 y 2015                                   |
|                                                                                                  |
| Población de derecho (2000-2010) según los censos de población del INE a 1 de enero de cada año. |

## Historia
Navalsaz pertenecía a la Tierra de Enciso. Fue uno de los concejos del Reino de Castilla que tuvo vigencia desde el siglo XII hasta el siglo XIX.